# Ratowo (województwo mazowieckie)
Ratowo – wieś sołecka w Polsce położona w województwie mazowieckim, w powiecie mławskim, w gminie Radzanów. Leży nad rzeką Mławką, nieopodal jej ujścia do Wkry. 
Nazwa wsi oznacza „miejsce, które ratuje” – miejscowość jest ośrodkiem kultu św. Antoniego z Padwy przynajmniej od XV w. Ratowo po raz pierwszy wzmiankowane jest w 1494 jako własność rycerza, chorążego płockiego, Pawła z Radzanowa.
Wierni Kościoła rzymskokatolickiego należą do parafii św. Rocha w Radzanowie.
Do 1954 istniała gmina Ratowo. W latach 1975–1998 miejscowość administracyjnie należała do województwa ciechanowskiego.
W Ratowie zlokalizowany jest zabytkowy zespół klasztorny z XVIII w. W jego skład wchodzą: (pobernardyński) klasztor Zgromadzenia Sióstr Misjonarek św. Rodziny oraz kościół św. Antoniego Padewskiego, w którym znajduje się otoczony czcią obraz tego świętego, a także zabytkowe organy z 1752. Klasztor piętrowy, czteroskrzydłowy z wirydarzem został wzniesiony w latach 1750–1761 przez budowniczego Jana Narębskiego. Kościół barokowy – hala ścienno-filarowa z piętrowymi korytarzami biegnącymi wzdłuż bocznych elewacji, z parą kaplic bocznych od strony zachodniej – został wybudowany w latach 1735–1749. Zarówno kościół, jak i organy ufundował ówczesny dziedzic Ratowa – Antoni Karczewski. Zespół klasztorny został wzniesiony z materiałów budowlanych, przetransportowanych z odległego o ok. 20 km Niedzborza, a pochodzących z rozbiórki zamku, wybudowanego przez Narzymskich (herbu Dołęga) w I połowie XVI w. W skład zespołu klasztornego wchodzi również murowana plebania z końca XIX w.
W klasztorze funkcjonuje obecnie Dom Rekolekcyjno-Formacyjny im. św. Antoniego wraz z kościołem rektorskim. W krypcie kościoła zostały w 1946 złożone relikwie założycielki Zgromadzenia Sióstr Misjonarek św. Rodziny, błogosławionej Bolesławy Lament. W październiku 1991 relikwie błogosławionej przeniesiono do sanktuarium jej imienia w Białymstoku, przy ul. Stołecznej 5.